# Cratere Danr
Danr è un cratere sulla superficie di Callisto.